# Resolució 1798 del Consell de Seguretat de les Nacions Unides
La Resolució 1798 del Consell de Seguretat de les Nacions Unides fou adoptada per unanimitat el 30 de gener de 2008. Després de reafirmar totes les resolucions sobre la situació entre Eritrea i Etiòpia, particularment les resolucions 1320 (2000), 1430 (2003),  1640 (2005), 1681 (2006) i 1741 (2007), el Consell va ampliar el mandat de la Missió de les Nacions Unides a Etiòpia i a Eritrea (UNMEE) per un període de sis mesos fins al 31 de juliol de 2008.

## Detalls
Profundament preocupat per la tensió a la zona, el Consell convidava a les parts a mostrar la màxima restricció i abstenir-se de qualsevol amenaça o ús de la força entre elles, evitar activitats militars provocadores i posar fi a l'intercanvi d'afirmacions hostils. També va exigir que els dos països prenguessin immediatament mesures concretes per completar el procés iniciat per l'Acord de Pau del 12 de desembre de 2000, permetent la demarcació física de la frontera.
El Consell va reiterar les seves demandes que Eritrea retirés immediatament a totes les tropes i equips militars pesats de la Zona de Seguretat Temporal, per proporcionar a la MINUEE l'accés, assistència, suport i protecció necessaris per al compliment de les seves funcions i eliminar restriccions a la Missió immediatament i sense condicions prèvies. Va assenyalar amb gran preocupació els nivells de combustible crítics de la Missió i va exigir que el Govern d'Eritrea permetés immediatament els enviaments de combustible a la UNMEE o li permetés importar combustible sense restriccions.
Al mateix temps, el Consell va convidar a Etiòpia a reduir el nombre de forces militars a les zones adjacents a la Zona de Seguretat Temporal. Va reiterar la seva crida a ambdues parts a que cooperessin plenament amb la MINUEE amb vista a reactivar de manera urgent la tasca de la Comissió de Coordinació Militar, que va continuar sent un fòrum únic per debatre qüestions urgents sobre seguretat i militar.
El Consell va recolzar fortament els esforços en curs del Secretari General de les Nacions Unides i de la comunitat internacional per ajudar Eritrea i Etiòpia a normalitzar llurs relacions, promoure l'estabilitat i establir les bases per a un desenvolupament global i durador resolució de la controvèrsia. Va instar les parts a acceptar els bons oficis del secretari general, qui encoratja a les parts a reprendre les reunions de la Comissió de Coordinació Militar i a cooperar en la promoció de mesures de foment de la confiança com el desminatge i facilitar l'assistència humanitària
Segons l'informe del Secretari general sobre el tema (document S/2008/40), que descriu la tibant situació militar a la Zona de Seguretat Temporal durant el període anterior al termini límit de demarcació fronterera de la Comissió de frontera entre Eritrea i Etiòpia el 30 de novembre de 2007. Ambdós països van continuar reforçant els seus desplegaments militars a la zona fronterera i les Forces de Defensa d'Eritrea van continuar enviant tropes a la zona. Les forces armades etíops van realitzar exercicis de formació i van avançar més de 2.300 tropes addicionals a les zones frontereres del sector oest.